# Progne murphyi
Progne murphyi е вид птица от семейство Лястовицови (Hirundinidae). Видът е световно застрашен, със статут Уязвим.

## Разпространение
Видът е разпространен в Перу.